# Église de Lieksa
L'église de Lieksa (finnois : Lieksan kirkko) est une église moderne  à Lieksa en Finlande qui possède néanmoins un clocher de 1836.

## Histoire

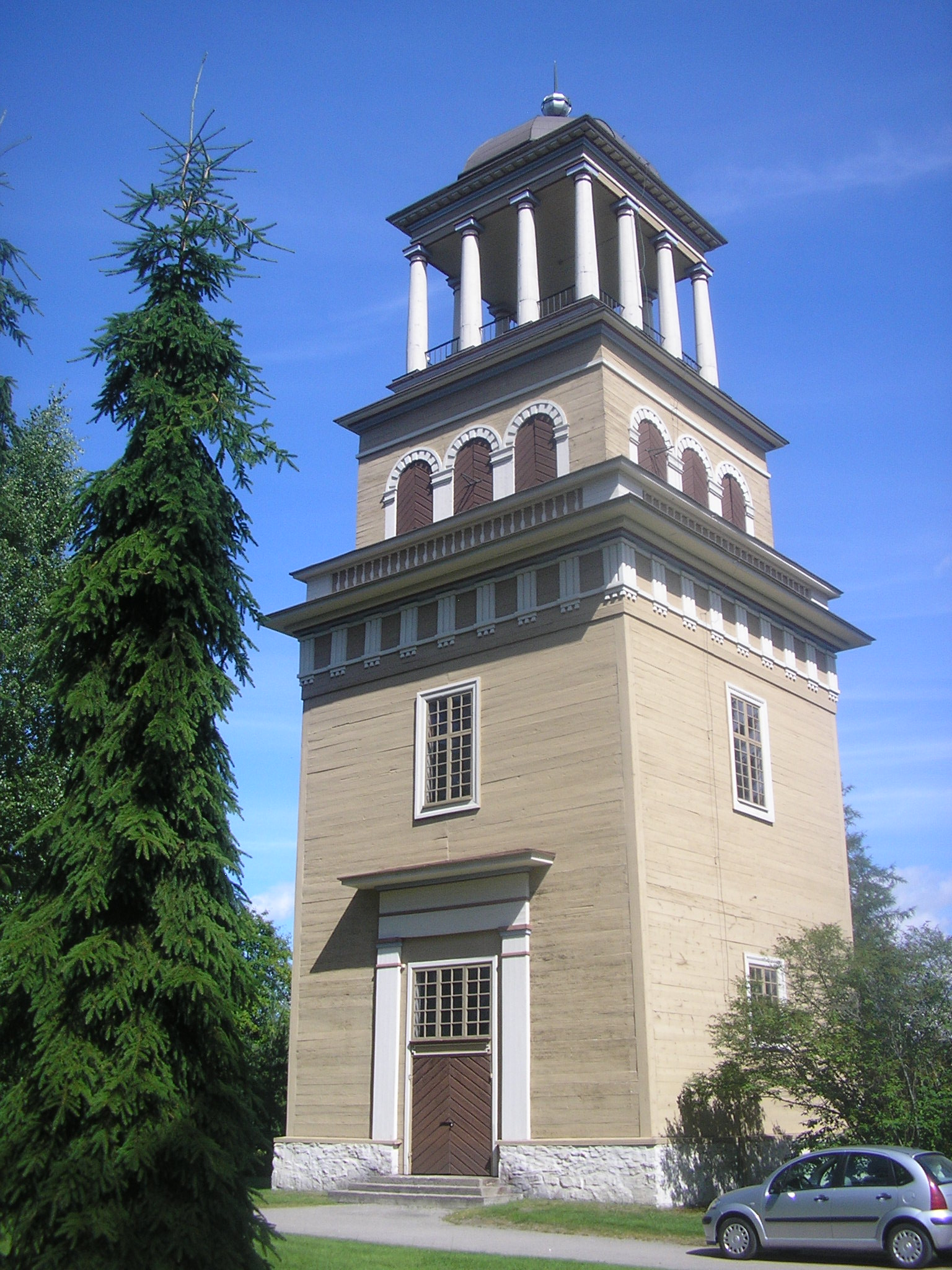
Le clocher de l'église de Lieksa construit en 1836.

Conçue par Raili et Reima Pietilä, elle est construite en 1982 à l'emplacement de l'ancienne église en bois conçue par Carl Ludwig Engel en 1836 et détruite par un incendie en 1979. De cette construction reste le clocher.
L'orgue à 36 jeux est de la Fabrique d'orgues de Kangasala.